# Limnophyes recisus
Limnophyes recisus är en tvåvingeart som beskrevs av Ole Anton Saether 1975. Limnophyes recisus ingår i släktet Limnophyes och familjen fjädermyggor. Inga underarter finns listade i Catalogue of Life.